# 雷光锋
雷光锋（1970年2月—），云南镇康人，汉族，中国共产党党员。中共云南省临沧市镇康县南伞镇红岩村党总支书记、第十三届全国人民代表大会云南省代表。

## 生平
1992年，被云南省临沧市镇康县南伞镇政府骋任为红岩村委会文书，之后先后被选举成为为红岩村委会文书、户育村委会主任、红岩村党总支书记。2007年，雷光锋主动退居二线，兼任红岩村党总支下设第三党支部书记。2013年，再次当选为红岩村党总支书记。2015年，雷光锋被评为感动临沧人物。2018年，雷光锋被选为云南省出席第十三届全国人民代表大会代表。2021年6月26日，被云南省委授予“云南省优秀党务工作者”称号。